# Ross Alexander
Ross Alexander (27. juli 1907 i Brooklyn, New York, USA – 2. januar 1937 i Encino, California i USA) var en amerikansk film og teaterskuespiller.

## Tidlige liv
Født Ross Smith i Brooklyn, New York, begyndte Alexander sin skuespillerkarriere i Broadwayproduktioner i 1920'erne. I 1926 blev han vedtaget som en lovende smuk hovedrolleindehaver med en charmerende stil og derfor begyndte han at optræde i adskillige roller. Han skrev under på en filmkontrakt for Paramount Studios, men hans filmdebut i The Wiser Sex (1932) var ingen succes, så han genoptog sin karriere på Broadway. I 1934 skrev han under på en anden filmkontrakt,denne gang af Warner Brothers Studios.

## Karriere
Alexander var bedre beregnet til Warner Brothers filmstil, studie værdsatte ham, og han tilegnede sig gradvist bedre roller, i takt med at hans film tilegnede sig flere og flere publikummer. Hans største successer i perioden var A Midsummer Night's Dream og Captain Blood (1935). Han giftede sig med skuespillerinden Aleta Freel i 1934 for at skjule sin homoseksualitet, men ægteskabet endte det følgende år, da Freel begik selvmord den 7. december 1935.
I sin biografi af Bette Davis, More Than a Woman, skriver forfatteren James Spada om Alexanders betagelse af Bette Davis, der nåede sit højdepunkt i 1936 med en serie af kærlighedsbreve sendt af Alexander til Davis. Davis, der viste at Alexander var homoseksuel, fandt det først til at starte med underholdene og harmløst og ignorerede det. Som hans breve fortsatte fandt hun det til sidst irriterende og Alexander blev inden længe konfronteret af Davis mand, der overfaldt ham. 

## Senere liv
Alexander giftede sig senere med skuespillerinden, Anne Nagel som han havde optrådte i filmene China Clipper og Here Comes Carter (begge i 1936) sammen med. I 1936 optrådte han i den ussuccesfulde Warner comedy, der var velskrevet som en forretningsrettet film, Hot Money. Her spillede han en anderledsrolle som en velhavende ung mand, der stod i stor kontrast til hans tidligere roller. Warner Brothers havde på dette tidspunkt vedtaget at Alexanders potentiale som en skuespiller var begrænset, og at hans personlige problemer ikke tillod ham at fokusere helt på sin karriere. Selvom de blev ved med at caste ham i film, blev hans roller betydeligere nedsatte. 
Med sin professionelle og personlige liv i vanskeligheder, og i stor gæld, skød Alexander sig selv i hovedet i laden bag sit hus. Ross brugte det samme våben, en .22 kaliber riffel, hans tidligere kone Aleta Freel skød sig med, to år tidligere. Det er dog stadig en gåde angående skuespillerens motiv for at begå selvmord. 
Hans sidste film, Ready, Willing and Able, blev udgivet for at minde ham. 